# Gogo (Gogo)
Pour les articles homonymes, voir Gogo.
Pour le département et la commune rurale, voir Gogo (département).
Gogo est un village chef-lieu du département et la commune rurale de Gogo, situé dans la province du Zoundwéogo et la région du Centre-Sud au Burkina Faso.

## Géographie
Gogo est situé à environ 15 km au Sud-Est de Manga.
Le village est traversé par la route nationale 29.

## Santé et éducation
Gogo accueille un centre de santé et de promotion sociale (CSPS) tandis que le centre médical (CMA) le plus proche se trouve à Manga.